# Basket League 2016/17
Die Basket League Saison 2016/17, aus Gründen des Sponsorings offiziell STOIXIMAN.GR Basket League, war die 77. Austragung der griechischen Meisterschaft im Basketball. Die reguläre Saison begann am 8. Oktober 2016 und endete am 13. April 2017. In den folgenden Playoffs erspielte sich Panathinaikos am 11. Juni 2017 die griechische Meisterschaft.

## Teilnehmende Teams
Zur Saison 2016/17 nehmen folgende Teams teil:
| Name                     | Stadt        | Trainer                                | Spielstätte                               | Plätze | Meisterschaften |
| ------------------------ | ------------ | -------------------------------------- | ----------------------------------------- | ------ | --------------- |
| Apollon Patras CARNA     | Patras       | Kostas Mexas, Thanasis Skourtopoulos   | Klisto tis Perivolas                      | 03.500 | -               |
| Aris Saloniki            | Thessaloniki | Dimitris Priftis                       | Alexandreio Melathron                     | 05.138 | 10              |
| Kolossos H-HOTELS        | Rhodos       | Aris Lykogiannis                       | Klisto Gymnastirio Rhodou                 | 01.500 | -               |
| Olympiakos Piräus        | Piräus       | Giannis Sfairopoulos                   | Stadion des Friedens und der Freundschaft | 14.776 | 12              |
| PAOK Saloniki            | Thessaloniki | Soulis Markopoulos                     | PAOK Sports Arena                         | 08.500 | 2               |
| Rethymno CRETAN KINGS    | Rethymno     | Antonis Constantinides, Nikos Vetoulas | Klisto Rethymnou                          | 02.100 | -               |
| Panathinaikos SUPERFOODS | Athen        | Argiris Pedoulakis, Xavi Pascual       | Nikos Galis Arena                         | 18.900 | 34              |
| Trikala BC ARIES         | Trikala      | Giannis Kastritis                      | Klisto Trikalon                           | 02.000 | -               |
| AEK Athen                | Athen        | Jurij Zdovc, Sotiris Manolopoulos      | Nikos Galis Arena                         | 18.900 | 8               |
| Koroivos                 | Amaliada     | Dinos Kalabakas                        | Klisto Gymnastirio Amaliadas              | 02.500 | -               |
| Lavrio – DHI             | Lavrio       | Christos Serelis                       | Klisto Gymnastirio Laurotikis             | 01.700 | -               |
| Kymi SEAJETS             | Kymi         | Vasilis Bratsiakos                     | Tasos Kabouris Kanithou Indoor Hall       | 01.620 | -               |
| Promitheas Patras        | Patras       | Nikos Vetoulas, Vangelis Angelou       | Dimitris Tofalos Arena                    | 04.200 | -               |
| Doxa Lefkadas            | Lefkada      | Charis Markopoulos, Fotis Takianos     | Klisto Lefkadas                           | 01.200 | -               |

|  | = Teilnehmer der Euroleague       |
|  | = Teilnehmer der Champions League |

## Sommerpause
Zur Sommerpause hatte der eigentliche Aufstiegsberechtigte AO Faros Keratsiniou verkünden lassen, nicht am Wettbewerb der Basket League teilnehmen zu wollen. Laut internen Vereinsangaben empfand der Vorstand seinen Kader als nicht ausreichend konkurrenzfähig, verzichtete deswegen auf die Teilnahme am erstklassigen Wettbewerb. Die Teilnahmeberechtigung des Faros Keratsiniou ging somit auf den Promitheas Patras über, der seine Saison auf dem dritten Rang der A2 Ethniki beendet hatte und dem erstplatzierten GS Kymis ins Oberhaus folgte. Nachdem dann der Basketballklub Kifisia keine Lizenz für die aktuelle Saison beantragen konnte und sich aufgrund finanzieller Schwierigkeiten aus der ersten Liga zurückgezogen hatte, bewarben sich gleich mehrere Vereine um den frei gewordenen Startplatz, der per Wildcard an den Verein Doxa Lefkadas übertragen wurde. Der auf Lefkada beheimatete Verein hatte seine letztjährige Saison auf dem sechsten Rang der zweiten Liga beenden können.
Der Wettanbieter Stoiximan.gr wurde zum neuen Namenssponsor der Liga. Das Unternehmen einigte sich mit dem ausführenden Verband ESAKE auf eine Zusammenarbeit über die nächsten zwei Spielzeiten. Somit präsentiert sich die Liga fortan mit der Bezeichnung STOIXIMAN.GR Basket League.
Die OAKA Olympic Indoor Hall, eine Mehrzweckhalle im Olympia-Sportkomplex Spyros Louis, unter anderem Spielstätte der Basketballvereine des Panathinaikos und des AEK, wurde am 14. Juni 2016, in Nikos Galis Arena umbenannt. Damit ehrte das Sportministerium die Basketballnationalmannschaft von 1987, im Namen ihres Starspielers Nikos Galis, die vor 29 Jahren, am 14. Juni 1987, mit einem Sieg über die damalige sowjetische Nationalmannschaft, den Titel des Europameisters sich sicherte.
Zu dieser Saison hatte die FIBA den Wettbewerb der Basketball Champions League installiert, der in direkter Konkurrenz zur von der ULEB ausgetragenen Euroleague steht. Um ihren eigenen Spielbetrieb aufrechtzuerhalten und ein mögliches abwerben der teilnehmenden Vereine durch die FIBA zu unterbinden, gestaltete die ULEB ihren Wettbewerb um. Statt wie bisher 24 Vereine nahmen fortan 16 Teams am Wettbewerb teil, die in nur noch einer statt zwei Gruppen gegeneinander antraten. Von diesen 16 Teams wurden 11 Vereine mit einer A-Lizenz ausgestattet, die ein dauerhaftes Startrecht in der Euroleague genießen, unabhängig von ihrer eigentlichen Platzierung im heimischen Wettbewerb. Diese Teams hatten sich allerdings verpflichtet, für die kommenden zehn Jahre ausschließlich in der Euroleague anzutreten. Auf griechischer Seite gehören zu den A-Lizenz Teilnehmer die Mannschaften Olympiakos und Panathinaikos. In der Champions League traten zu dieser Saison die Vereine PAOK und Aris an. Die finanziell attraktivere und stärker aufgestellte Euroleague, ermöglicht dem Gewinner ihres Zweitwettbewerbs, dem Eurocup, ein Startrecht für die Euroleague. Für den Eurocup, der seit dieser Saison durch den griechischen Lebensmittelhersteller 7DAYS gesponsert wird und offiziell dessen Namen trägt, hatte sich der AEK gemeldet. Allerdings übte die FIBA massiven Druck auf den griechischen Basketballverband aus und drohte diesem mit dem Ausschluss der Nationalmannschaft aus kommenden internationalen Wettbewerben, insofern diese es erlaube, dass griechische Mannschaften am Eurocup teilnehmen. Daraufhin verweigerte der Basketballverband den Neuzugängen des AEK eine Spielberechtigung für die Basket League, welche bei Aufrechterhaltung zum Zwangsabstieg des AEK geführt hätte. Dieser beugte sich letztendlich dem Druck und zog seine Teilnahme vom Eurocup zurück und meldete sich nachträglich zum Wettbewerb der Champions League. Diese Praxis wandte die FIBA auch auf andere Verbände aus, so dass mehrere Vereine ihre Teilnahme am Eurocup zurückgezogen hatten, die daraufhin ihr eigentliches Teilnehmerfeld von 24 auf 20 Mannschaften reduzieren mussten.
Mit Michalis Kakiouzis und Dimitris Diamantidis hatten diesen Sommer zwei Legenden des griechischen Basketballs ihre aktiven Karrieren für beendet erklärt. Zusammen gehörten beide dem Kader des Europameisters von 2005 an. Während Kakiouzis seine Karriere danach vorwiegend im Ausland fortsetzte, spielte Diamantidis über ein Jahrzehnt lang für den Panathinaikos. Vor allem für den Athener Verein bedeutete dies, den Beginn einer neuen Zeitära. Diese begann zunächst mit der Umbenennung des Vereins, der in Panathinaikos SUPERFOODS umbenannt wurde, nachdem der Vorstand des Basketballvereins, Anfang August 2016, die Zusammenarbeit mit dem neuen Hauptsponsor, der griechischen Firma Superfoods bekanntgab. Eine weitere Umbenennung vermeldete der GS Lavrio, der fortan unter dem Namen Lavrio – DHI spielen sollte.

### Management
Erwähnenswerte Änderungen zur Sommerpause:
- Kostas Flevarakis hatte in diesem Sommer sein Traineramt beim Basketballklub Trikala niedergelegt um den abgewanderten Thanasis Skourtopoulos bei den Rethymno Cretan Kings zu ersetzen. Nur wenige Wochen nach seinem Amtsantritt ließen die Cretan Kings vermelden, sich im gegenseitigen Einvernehmen, von ihrem neuen Trainer wieder getrennt zu haben. Grund hierfür sollen Unstimmigkeiten in der Kaderplanung gewesen sein.[13] Mit Antonis Constantinides konnte wenige Tage später der neue Trainer präsentiert werden. Der Zypriote hatte erst wenige Wochen zuvor das Traineramt der albanischen Nationalmannschaft übernommen und in der Vergangenheit bereits Klubs auf Zypern, in Rumänien sowie im Kosovo trainiert.[14] Neuer Trainer in Trikala wurde Giannis Kastritis. Am 30. Januar 2017 wurde Constantinides von Rethymno jedoch wieder freigestellt.[15]
- Ilias Papatheodorou hatte in den vergangenen neun Jahre den Basketballklub Kifisia trainiert. Diesen hatte er aus den Regionalligen bis in die erste Liga führen können. In dreijähriger Erstligazugehörigkeit dann den Klub zweimal bis in die Playoffs um die griechische Meisterschaft gecoacht. Ab 2013 trainierte er zudem die Juniorenauswahl der griechischen Nationalmannschaft,[16] mit der er 2015 U-18 Europameister wurde. Zu dieser Saison hatte der Erfolgscoach seinen Wechsel ins Ausland bekannt gegeben und beim BK Astana angeheuert, die er im Wettbewerb um die kasachische Meisterschaft und in der VTB United League zu vertreten hatte.[17] In der überregionalen VTB Liga traf Papatheodorou unter anderem auf den von Dimitris Itoudis trainierten PBK ZSKA Moskau, sowie auf Lokomotive Kuban, die von Fotis Katsikaris geleitet wurden. Katsikaris, griechischer Nationaltrainer des A-Kaders, hatte ebenfalls zu dieser Saison gewechselt. Sein neues Amt hatte er von Giorgos Bartzokas übernommen der zuvor zum FC Barcelona gewechselt war. Mitte November wurde Katsikaris allerdings von Kuban freigestellt und so übernahm er im Januar 2017 den Klub UCAM Murcia.

### Spieler-Personalien
Erwähnenswerte Änderungen zur Sommerpause:
- Vasilis Spanoulis Vertragsverhandlungen, standen ganz oben auf der Agenda des Olympiakos. Der Kapitän der „Rot Weissen“ hatte zuvor noch seinen Wunsch geäußert, erst nach Beendigung der vergangenen Saison in Vertragsverhandlungen treten zu wollen, die dann zügig abgeschlossen werden konnten. Der Guard hatte einen neuen Vertrag über zwei Jahre unterschrieben.[18] Im Wesentlichen hatte Olympiakos den Kern seiner Meistermannschaft zusammengehalten und in der Breite mit Erick Green, Paris Maragkos und Khem Birch noch einmal verstärkt. Den Verein dafür verlassen hatten unter anderem Othello Hunter, der nach Beendigung seines Vertrages in Piräus zu Real Madrid gewechselt war und Vasilis Kavvadas, der sich mit dem Vorstand des Vereins auf eine Vertragsauflösung geeinigt hatte, um zum Ligakonkurrenten Aris wechseln zu können.
- Viktor Sanikidze, war neben Kavvadas, eine weitere der Neuverpflichtung des Aris. Der georgische Nationalspieler hatte den abwanderungswilligen Okaro White zu ersetzen, der den Championsleague Teilnehmer letztendlich verlassen hatte um sein Glück in der NBA zu suchen. In Testspielen hatte Sanikidze ausreichend positive Akzente setzen können, um eine der Führungsrollen beim griechischen Erstligisten zu übernehmen. Allerdings verletzte sich der Georgier am ersten Spieltag bei seinem Debüt in der Liga gegen Trikala so schwer, dass er drohte, für die ganze Saison auszufallen.[19] So hatte Aris im Eilverfahren Tadija Dragićević nachverpflichtet der ab dem zweiten Spieltag den verletzten Forward zu ersetzen hatte. Der Serbe hatte einen Kontrakt bis zum Ende der Saison unterschrieben.
- Ioannis Bourousis Agent hatte in diesem Sommer gleich mehrere Vertragsangebote für seinen Klienten zu prüfen. Der MVP der abgelaufenen Saison 2015/16 der Liga ACB, hatte sich gegen einen weiteren Verbleib in Spanien entschieden und kehrte zurück in die Basket League, die er einst 2011 verlassen hatte. Dabei hatte er ein weiteres Mal Angebote aus der NBA abgelehnt und einen Zweijahres Kontrakt bei Panathinaikos unterschrieben. Zudem verpflichtete der griechische Vizemeister auch Bourousis Mannschaftskollegen Mike James von Laboral Kutxa, der seine Saison 2014/15 noch beim Kolossos auf Rhodos begonnen hatte, bevor er diesen einige Monate später für die Liga ACB verlassen hatte und nun ebenfalls in die Basket League zurückgekehrt war.[20] Zu den weiteren Verpflichtungen des Panathinaikos zählten unter anderem Demetris Nichols und K. C. Rivers. Hierfür wechselten Georgios Papagiannis, Elliot Williams und Vince Hunter in die NBA.[21]
- Christophoros Razis, eine der Neuverpflichtungen der Rethymno CRETAN KINGS, hatte in den vergangenen zwei Spielzeiten für die Oettinger Rockets in der ProA, der zweithöchsten Spielklasse im deutschen Basketballwettbewerb, gespielt und nun einen Einjahres Kontrakt bei den CRETAN KINGS unterschrieben. Für den in der Schweiz geboren Zyprioten, war es nicht der erste Aufenthalt auf Kreta. In der Saison 2013/14 hatte Razis bereits für OFI Kreta in der A2 Ethniki, der zweiten griechischen Liga gespielt. Zudem war Razis der erste Zypriote der in der Basketball-Bundesliga spielte, als er zur Saison 2011/12 im Dress der EWE Baskets Oldenburg auflief.[22] Den CRETAN KINGS gelang zudem die Verpflichtung von Thomas Kottas. Der ehemalige Spieler des PAOK Saloniki hatte seinen Vertrag beim Championsleague Teilnehmer auflösen lassen und nach einem Verein gesucht, der ihm mehr Einsatzzeit ermöglicht. Diesen fand er in den CRETAN KINGS, bei denen er für die kommenden zwei Jahre unterschrieben hatte.[23]

## Hauptrunde

### Management
Änderungen im Management zur laufenden Saison:
- Argiris Pedoulakis hatte sein Traineramt beim Panathinaikos in der Endphase der letztjährigen Saison übernommen und den Verein ins Finale der Playoffs um die nationale Meisterschaft geführt. Zwar unterlag der griechische Rekordmeister seinem Erzrivalen Olympiakos mit 1:3 Spielen, dennoch hatte die Vereinsführung beschlossen, mit dem erfahrenen Trainer auch in die neue Saison zu starten, um mit diesem, der zunächst nur bis zum Ende der vergangenen Saison verpflichtet worden war, die Post–Diamantidis-Ära einzuleiten. Primäres Ziel der Athener war es weiterhin, sich für das Final Four der Euroleague zu qualifizieren, welches sie seit dem Abgang von Željko Obradović nicht mehr erreichen konnten. Das erste Derby der Saison hatte Panathinaikos dann am zweiten Spieltag in der heimischen Liga gegen Mit–Euroleague Konkurrenten Olympiakos zu bestreiten. Dieses verloren die Athener mit 63:88 Punkten.[24] Zwar signalisierte Pedoulakis zunächst trotz eindeutiger Niederlage weitermachen zu wollen, dennoch verkündete der Verein dessen Rücktritt bereits am Folgetag.[25] Laut übereinstimmenden Presseberichten hatte der Vorstand einen weiteren Assistenztrainer installieren wollen, dies gegen den ausdrücklichen Wunsch von Pedoulakis.[26] Dieser hatte daraufhin seinen Rücktritt angeboten,[27] welcher von der Vereinsführung angenommen wurde. Noch in derselben Woche wurde Xavi Pascual als Pedoulakis Nachfolger präsentiert. Der ehemalige Coach des FC Barcelona hatte einen Kontrakt über drei Spielzeiten unterschrieben[28] und sein Debüt auf der Trainerbank der Athener, am 26. Oktober 2016 in der Euroleague, im Spiel gegen die Brose Bamberg  gegeben, welches die Griechen mit 84:83 Punkten für sich entschieden hatten.[29]
- Nikos Vetoulas hatte zur Saison 2012/13, den Apollon Patras zurück in die Basket League geführt. Mit diesem, in jener, sowie in der darauf folgenden Saison, eine Playoffplatzierung zum Ende der Hauptrunde erspielen können. Im Sommer 2015 hatten sich dann die Wege des Trainers und die des Vereins getrennt. Zu dieser Saison kehrte Vetoulas zurück nach Patras um als Hauptverantwortlicher den Aufsteiger Promitheas zu übernehmen.[30] Nach dem elften Spieltag, hatte am 18. Dezember 2016 der Vorstand des Vereines die einvernehmliche Trennung von Vetoulas bekannt gegeben. Zu diesem Zeitpunkt hatte Promitheas eine Bilanz von vier Siegen aus elf Spielen vorzuweisen.[31] Am selben Abend wurde Vangelis Angelou als Vetoulas Nachfolger präsentiert. Als Assistenztrainer konnte Thanasis Giaples verpflichtet werden.[32]
- Kostas Mexas und die Wege des Apollon Patras hatten sich zum Ende der Hinrunde getrennt, nachdem sich der Verein auf dem dreizehnten und damit auf einem Abstiegsplatz wiedergefunden hatte. Zum Auftakt der Rückrunde wurde die Trainerbank des Apollon von Thanasis Skourtopoulos besetzt.[33]

### Spieler-Personalien
Erwähnenswerte Änderungen während der Hauptrunde:
- Vladimiros Giankovits hatte nach Vollendung seines Kontraktes bei Panathinaikos seinen Wechsel zum Basketballklub Valencia in die Liga ACB bestätigt und dort einen Einjahresvertrag mit einer Vereinsoption auf ein weiteres unterschrieben. Damit hatte er einem Angebot von Aris, die sich ebenfalls für den Forward interessierten, eine Absage erteilt. Trotz einer guten Vorbereitungsphase[34][35] bekam Giankovits zunächst wenig Spielzeit und mit der späteren Verpflichtung des Centers Viacheslav Kravtsov, der zur Mannschaft stieß, nachdem die Saison bereits begonnen hatte, drohte dem Forward der Verlust seines Stammplatzes in der festen Rotation des Kaders.[36] Währenddessen plante Aris nach der Niederlage am dritten Spieltag gegen PAOK eine Umstellung seines Kaders und kam mit Valencia überein, Giankovits per Leihe für den Rest der Saison an sich zu binden.[37] Sein Debüt für Aris in der Basket League gab der Forward am fünften Spieltag der Saison im Spiel gegen Olympiakos. International hatte Giankovits mit Valencia bereits im Eurocup gegen ratiopharm Ulm und Hapoel Bank Yahav Jerusalem gespielt. Mit Aris trat er dann fortan ebenfalls in der Champions League an.
- Edin Atić, eines der jungen Talente des AEK, wurde nach dem dritten Spieltag an den Basketballklub Trikala ausgeliehen.[38] Da in der Basket League, im Gegensatz zu anderen Ligen, je Kader maximal für sechs ausländische Spieler eine Spielberechtigung beantragt werden kann und diese durch den Athener Klub bereits abgerufen wurden, konnte dem bosnischen Swingman vorläufig keine Spielberechtigung für den AEK in der ersten griechischen Liga erteilt werden. Allerdings wäre Atić für den EuroCup, für den der AEK sich eigentlich gemeldet hatte, spielberechtigt gewesen. So hatte die Athenische Spielvereinigung im Sommer noch entschieden, Atić verbleibe in der anstehenden Saison im Kader des AEK und sollte, im Gegensatz zu Nicholas Paulos und Philip Scrubb, weiteren Talenten des Vereins, nicht wieder verliehen werden. Da nun die Athener aber in der Champions League angetreten waren und die FIBA, im Gegensatz zur ULEB, keine Spielberechtigung an Spieler erteilt, wenn diese nicht auch in der heimischen Liga spielberechtigt sind,[39] wurde Atićs Leihe doch noch in die Wege geleitet. Zusätzlich hatte Trikala die Verpflichtung von Stelios Poulianitis bekanntgeben können. Dieser wurde verpflichtet, nachdem der Jungnationalspieler sich von Aris freistellen lassen hatte. Beide Spieler standen ab dem fünften Spieltag im Aufgebot von Trikala.[40] Nach dem elften Spieltag fand sich Trikala auf dem vierzehnten, dem letzten Tabellenplatz wieder und reagierte mit der Verpflichtung von Callistus Eziukwu.[41] Für den nigerianischen Center hatte ein anderer Spieler seinen festen Platz in der Rotation aufzugeben. Coach Giannis Kastritis hatte sich für Edin Atić entschieden, der es in sieben Spielen für Trikala bei durchschnittlich 6,42 Minuten Einsatzzeit auf insgesamt 13 Punkte brachte.[42]
- Alessandro Gentile, einer der damaligen Stars der Serie A, hatte noch im Sommer 2015 seinen noch laufenden Vertrag bei EA7 Emporio Armani Mailand um ein weiteres Jahr bis zum Ende der Spielzeit 2017/18 verlängert und mit diesem dann nach 2013/14 seine zweite italienische Meisterschaft feiern können. Allerdings  mehrten sich Gerüchte, Gentile werde nun in die NBA wechseln. Der italienische Nationalspieler war bereits im Sommer 2014 beim NBA Draft von den Minnesota Timberwolves in der zweiten Runde an 53. Stelle gepickt worden und seine Rechte am selben Abend an die Houston Rockets weitergegeben worden. Der Flügelspieler verblieb allerdings vorerst in Mailand, jedoch wurde ihm dort dann die Kapitänsbinde entzogen. Italienische Medien berichteten mehrfach von einem zunehmend angespannten Verhältnis zu seinem Trainer Jasmin Repeša und zum Vereinspräsidenten Livio Proli. Am 5. Dezember 2016 wurde bekannt gegeben, Gentile werde seine Saison nicht bei Armani Mailand beenden. Zunächst blieb unklar, ob Gentile direkt in die NBA wechseln würde oder vorerst bei einem anderen europäischen Spitzenklub unterkäme.[43] Allerdings kristallisierte sich schnell heraus, Gentile werde bei Panathinaikos unterschreiben, wo bereits einst sein Vater Nando Gentile gespielt hatte und er selbst somit einen Teil seiner Kindheit in Athen verbracht hatte. Gentile bat folgend um seine Freigabe. Die Mailänder verwehrten sich allerdings dieser und kamen mit Spieler und den Athenern überein, den Nationalspieler per Leihe an Panathinaikos abzugeben und so verkündeten diese in den Mittagsstunden des 19. Dezember 2016, seine offizielle Leihe bis zum Ende der laufenden Saison.[44] Da Gentile bereits für Mailand in der Euroleague gespielt hatte, war er für diese erst ab der Rückrunde spielberechtigt. Am 20. Dezember hatte Gentile letztendlich beim griechischen Vizemeister von 2015 und 2016 unterschrieben können. Sein Debüt in der Basket League gab er am 26. Dezember 2016, dem zwölften Spieltag, im Spiel gegen die Rethymno CRETAN KINGS.[45] Dennoch konnte er in Athen nicht die Leistungen abrufen, die ihn in Mailand zum Superstar gemacht hatten. Mehr noch gelang es ihm kaum, sich in das Athener Spielsystem zu integrieren. Anfang März 2017 wurde verkündet, Gentiles Leihe sei vorzeitig beendet worden. In acht Spielen für Panathinaikos in der Basket League, zählte der Italiener 5,75 Punkte und 1,63 Assists je Spiel.[46]
- Pat Calathes spielte schon einmal gemeinsam mit seinem Bruder Nick bei Panathinaikos und zu dieser Saison hatte eine erneute sportliche Vereinigung beider beim Hauptstadtklub stattgefunden. Allerdings hatte sich Pat keinen festen Stammplatz in der Rotation der Athener erspielen können und nach den Verpflichtungen von Kenny Gabriel und Alessandro Gentile zur bereits laufenden Saison, hatte Anfang Januar 2017 Pat um die Auflösung seines Vertrages gebeten um beim italienischen Erstligisten Pallacanestro Cantù bis zum Ende der laufenden Saison zu unterschrieben.[47]
- Loukas Mavrokefalidis hatte im Sommer 2016 seinen noch laufenden Vertrag beim AEK auflösen lassen, den Anfang dieser Saison dann wegen einer Verletzung aussetzen müssen. Im Dezember 2016 stieg er in den bereits laufenden Spielbetrieb der chinesischen Liga ein und absolvierte 20 Spiele bei Qingdao DoubleStar. Für diesen zählte er zum Ende der Hauptrunde 20,0 Punkte und 9,1 Rebounds je Spiel. Da die DoubleStars den Sprung in die Playoffs allerdings verpasst hatten, kehrte Mavrokefalidis Ende  Februar 2017 zum AEK zurück.[48]

### Tabelle
| \| Rang \| # \| Team \| Punkte \| Spiele \| Siege \| Niederlagen \| Körbe \| \| ---- \| - \| ------------------------ \| ------ \| ------ \| ----- \| ----------- \| ----------- \| \| 1 \| \| Olympiakos Piräus \| 51 \| 26 \| 25 \| 1 \| 2096 – 1650 \| \| 2 \| \| Panathinaikos SUPERFOODS \| 51 \| 26 \| 25 \| 1 \| 2206 – 1706 \| \| 3 \| \| AEK Athen \| 45 \| 26 \| 19 \| 7 \| 2055 – 1834 \| \| 4 \| \| Aris Saloniki \| 41 \| 26 \| 15 \| 11 \| 1972 – 1863 \| \| 5 \| \| PAOK Saloniki \| 40 \| 26 \| 14 \| 12 \| 1972 – 2009 \| \| 6 \| \| Rethymno CRETAN KINGS \| 39 \| 26 \| 13 \| 13 \| 1953 – 2008 \| \| 7 \| \| Kolossos H-HOTELS \| 39 \| 26 \| 13 \| 13 \| 1866 – 1887 \| \| 8 \| \| Lavrio – DHI \| 37 \| 26 \| 11 \| 15 \| 1894 – 1956 \| \| 9 \| \| Promitheas Patras \| 36 \| 26 \| 10 \| 16 \| 1857 – 1930 \| \| 10 \| \| Trikala BC ARIES \| 36 \| 26 \| 10 \| 16 \| 1817 – 1959 \| \| 11 \| \| Koroivos \| 34 \| 26 \| 8 \| 18 \| 1881 – 2154 \| \| 12 \| \| Kymi SEAJETS \| 34 \| 26 \| 8 \| 18 \| 1821 – 2022 \| \| 13 \| \| Apollon Patras CARNA \| 33 \| 26 \| 7 \| 19 \| 1799 – 1959 \| \| 14 \| \| Doxa Lefkadas \| 30 \| 26 \| 4 \| 22 \| 1780 – 2032 \| |   |                          |        |        |       |             |             |
| Rang | # | Team                     | Punkte | Spiele | Siege | Niederlagen | Körbe       |
| 1 |   | Olympiakos Piräus        | 51     | 26     | 25    | 1           | 2096 – 1650 |
| 2 |   | Panathinaikos SUPERFOODS | 51     | 26     | 25    | 1           | 2206 – 1706 |
| 3 |   | AEK Athen                | 45     | 26     | 19    | 7           | 2055 – 1834 |
| 4 |   | Aris Saloniki            | 41     | 26     | 15    | 11          | 1972 – 1863 |
| 5 |   | PAOK Saloniki            | 40     | 26     | 14    | 12          | 1972 – 2009 |
| 6 |   | Rethymno CRETAN KINGS    | 39     | 26     | 13    | 13          | 1953 – 2008 |
| 7 |   | Kolossos H-HOTELS        | 39     | 26     | 13    | 13          | 1866 – 1887 |
| 8 |   | Lavrio – DHI             | 37     | 26     | 11    | 15          | 1894 – 1956 |
| 9 |   | Promitheas Patras        | 36     | 26     | 10    | 16          | 1857 – 1930 |
| 10 |   | Trikala BC ARIES         | 36     | 26     | 10    | 16          | 1817 – 1959 |
| 11 |   | Koroivos                 | 34     | 26     | 8     | 18          | 1881 – 2154 |
| 12 |   | Kymi SEAJETS             | 34     | 26     | 8     | 18          | 1821 – 2022 |
| 13 |   | Apollon Patras CARNA     | 33     | 26     | 7     | 19          | 1799 – 1959 |
| 14 |   | Doxa Lefkadas            | 30     | 26     | 4     | 22          | 1780 – 2032 |

|  | = Playoff-Plätze (Plätze 1 bis 8)     |
|  | = Abstiegs-Plätze (Plätze 13 und 14). |

### Ergebnisse
Ergebnisse in Fettdruck waren Spiele die in der Verlängerung entschieden wurden.

| 1. Spieltag |                          |                         |            |                      |                         |
| Datum       | Begegnungen              | Begegnungen             | Ergebnisse | Topscorer Heim       | Topscorer Gast          |
| 08.10.2016  | Kolossos H-HOTELS        | – Rethymno CRETAN KINGS | 66-74      | Davion Berry 17      | Gary Talton 16          |
| 08.10.2016  | Aris Saloniki            | – Trikala BC ARIES      | 75-65      | Devyn Marble 17      | Kelsey Barlow 16        |
| 08.10.2016  | Doxa Lefkadas            | – PAOK Saloniki         | 84-78      | Dezmine Wells 25     | Apollon Tsochlas 19     |
| 08.10.2016  | Lavrio – DHI             | – Kymi SEAJETS          | 75-69      | Demarius Bolds 21    | Alexandros Sigkounas 18 |
| 08.10.2016  | Koroivos                 | – Olympiakos Piräus     | 66-88      | Ken Brown 14         | Matt Lojeski 18         |
| 09.10.2016  | Apollon P. CARNA         | – AEK Athen             | 59-77      | Giorgos Tsiaras 13   | Michael Dixon 19        |
| 09.10.2016  | Panathinaikos SUPERFOODS | – Promitheas Patras     | 81-71      | Giannis Bourousis 18 | Rashad Anderson 15      |

| 2. Spieltag |                       |                            |            |                         |                      |
| Datum       | Begegnungen           | Begegnungen                | Ergebnisse | Topscorer Heim          | Topscorer Gast       |
| 15.10.2016  | Rethymno CRETAN KINGS | – Aris Saloniki            | 69-60      | Gary Talton 16          | Vasilis Kavvadas 18  |
| 15.10.2016  | PAOK Saloniki         | – Kolossos H-HOTELS        | 85-73      | Linos Chrysikopoulos 19 | Davion Berry 17      |
| 15.10.2016  | AEK Athen             | – Lavrio – DHI             | 96-56      | Michael Dixon 12        | Brandon Young 14     |
| 15.10.2016  | Promitheas Patras     | – Doxa Lefkadas            | 78-70      | Keydren Clark 16        | Melsahn Basabe 17    |
| 15.10.2016  | Trikala BC ARIES      | – Apollon P. CARNA         | 65-60      | Angelos Tsagarakis 16   | Edin Bavčić 15       |
| 17.10.2016  | Kymi SEAJETS          | – Koroivos                 | 93-70      | Slaven Čupković 19      | Ken Brown 19         |
| 17.10.2016  | Olympiakos Piräus     | – Panathinaikos SUPERFOODS | 88-63      | Giorgos Printezis 18    | Giannis Bourousis 12 |

| 3. Spieltag |                          |                         |            |                    |                      |
| Datum       | Begegnungen              | Begegnungen             | Ergebnisse | Topscorer Heim     | Topscorer Gast       |
| 22.10.2016  | Apollon P. CARNA         | – Rethymno CRETAN KINGS | 86-78      | Tyler Kalinoski 28 | Robert Arnold 22     |
| 22.10.2016  | Lavrio – DHI             | – Trikala BC ARIES      | 86-56      | Kevin Punter 19    | Kelsey Barlow 17     |
| 22.10.2016  | Kymi SEAJETS             | – AEK Athen             | 55-81      | Jordan Morgan 11   | Michael Dixon 18     |
| 22.10.2016  | Kolossos H-HOTELS        | – Promitheas Patras     | 76-59      | Trevor Releford 20 | Mouhammad Faye 13    |
| 22.10.2016  | Aris Saloniki            | – PAOK Saloniki         | 62-66      | Will Cummings 13   | Darryl Bryant 14     |
| 22.10.2016  | Doxa Lefkadas            | – Olympiakos Piräus     | 94-95      | Dezmine Wells 27   | Vasilis Spanoulis 19 |
| 23.10.2016  | Panathinaikos SUPERFOODS | – Koroivos              | 96-65      | K. C. Rivers 19    | Ken Brown 17         |

| 4. Spieltag |                          |                     |            |                         |                       |
| Datum       | Begegnungen              | Begegnungen         | Ergebnisse | Topscorer Heim          | Topscorer Gast        |
| 29.10.2016  | Koroivos                 | – Doxa Lefkadas     | 74-71      | Ken Brown 18            | Melsahn Basabe 19     |
| 29.10.2016  | Promitheas Patras        | – Aris Saloniki     | 79-89      | McKenzie Moore 19       | Michael J. Jenkins 29 |
| 29.10.2016  | PAOK Saloniki            | – Apollon P. CARNA  | 84-83      | Linos Chrysikopoulos 20 | Anthony Hickey 26     |
| 29.10.2016  | Trikala BC ARIES         | – AEK Athen         | 59-78      | David Haughton 13       | Jawad Williams 14     |
| 29.10.2016  | Rethymno CRETAN KINGS    | – Lavrio – DHI      | 88-79      | Gary Talton 17          | Demarius Bolds 18     |
| 30.10.2016  | Olympiakos Piräus        | – Kolossos H-HOTELS | 75-67      | Erick Green 18          | Trevor Releford 17    |
| 31.10.2016  | Panathinaikos SUPERFOODS | – Kymi SEAJETS      | 92-52      | Nikos Pappas 13         | Muhammad El-Amin 13   |

| 5. Spieltag |                   |                            |            |                       |                         |
| Datum       | Begegnungen       | Begegnungen                | Ergebnisse | Topscorer Heim        | Topscorer Gast          |
| 05.11.2016  | AEK Athen         | – Rethymno CRETAN KINGS    | 80-62      | Kostas Vasileiadis 15 | Toarlyn Fitzpatrick 15  |
| 05.11.2016  | Lavrio – DHI      | – PAOK Saloniki            | 63-73      | Ashley Hamilton 14    | Linos Chrysikopoulos 19 |
| 05.11.2016  | Apollon P. CARNA  | – Promitheas Patras        | 53-67      | Michael Cobbins 11    | Cavell Johnson 19       |
| 05.11.2016  | Kolossos H-HOTELS | – Koroivos                 | 90-88      | Juvonte Reddic 19     | Ken Brown 18            |
| 06.11.2016  | Kymi SEAJETS      | – Trikala BC ARIES         | 78-67      | Jordan Morgan 24      | Kelsey Barlow 19        |
| 07.11.2016  | Doxa Lefkadas     | – Panathinaikos SUPERFOODS | 46-73      | Justin Robinson 12    | James Gist 13           |
| 07.11.2016  | Aris Saloniki     | – Olympiakos Piräus        | 63-70      | Tadija Dragićević 18  | Vasilis Spanoulis 13    |

| 6. Spieltag |                          |                     |            |                        |                         |
| Datum       | Begegnungen              | Begegnungen         | Ergebnisse | Topscorer Heim         | Topscorer Gast          |
| 12.11.2016  | Rethymno CRETAN KINGS    | – Trikala BC ARIES  | 84-56      | Toarlyn Fitzpatrick 20 | Sotiris Manolopoulos 15 |
| 12.11.2016  | Promitheas Patras        | – Lavrio – DHI      | 64-61      | Keydren Clark 15       | Demarius Bolds 17       |
| 12.11.2016  | Doxa Lefkadas            | – Kymi SEAJETS      | 84-81      | Dezmine Wells 26       | Stavros Toutziarakis 14 |
| 12.11.2016  | Koroivos                 | – Aris Saloniki     | 94-99      | Ken Brown 27           | Devyn Marble 28         |
| 12.11.2016  | PAOK Saloniki            | – AEK Athen         | 71-78      | Darryl Bryant 17       | Michael Dixon 22        |
| 13.11.2016  | Panathinaikos SUPERFOODS | – Kolossos H-HOTELS | 80-65      | Giannis Bourousis 19   | Giannis Georgallis 13   |
| 13.11.2016  | Olympiakos Piräus        | – Apollon P. CARNA  | 83-55      | Ioannis Papapetrou 13  | Giorgos Tsiaras 14      |

| 7. Spieltag |                   |                            |            |                         |                        |
| Datum       | Begegnungen       | Begegnungen                | Ergebnisse | Topscorer Heim          | Topscorer Gast         |
| 19.11.2016  | AEK Athen         | – Promitheas Patras        | 76-60      | Kostas Vasileiadis 19   | Mouhammad Faye 12      |
| 19.11.2016  | Kolossos H-HOTELS | – Doxa Lefkadas            | 77-60      | Jesse Chuku 17          | Dezmine Wells 19       |
| 19.11.2016  | Apollon P. CARNA  | – Koroivos                 | 92-66      | Edin Bavčić 21          | Ken Brown 19           |
| 19.11.2016  | Trikala BC ARIES  | – PAOK Saloniki            | 84-73      | Sotiris Manolopoulos 23 | Jordan Sibert 16       |
| 20.11.2016  | Kymi SEAJETS      | – Rethymno CRETAN KINGS    | 73-62      | Muhammad El-Amin 20     | Toarlyn Fitzpatrick 18 |
| 21.11.2016  | Lavrio – DHI      | – Olympiakos Piräus        | 64-80      | Kevin Punter 18         | Giorgos Printezis 11   |
| 21.11.2016  | Aris Saloniki     | – Panathinaikos SUPERFOODS | 59-71      | Will Cummings 17        | Chris Singleton 16     |

| 8. Spieltag |                          |                         |            |                      |                        |
| Datum       | Begegnungen              | Begegnungen             | Ergebnisse | Topscorer Heim       | Topscorer Gast         |
| 26.11.2016  | Koroivos                 | – Lavrio – DHI          | 89-86      | Devon van Oostrum 18 | Brandon Young 29       |
| 26.11.2016  | Kolossos H-HOTELS        | – Kymi SEAJETS          | 64-54      | Trevor Releford 15   | Muhammad El-Amin 21    |
| 26.11.2016  | Promitheas Patras        | – Trikala BC ARIES      | 84-67      | Keydren Clark 19     | Kelsey Barlow 19       |
| 26.11.2016  | Doxa Lefkadas            | – Aris Saloniki         | 69-79      | Melsahn Basabe 19    | Will Cummings 19       |
| 26.11.2016  | PAOK Saloniki            | – Rethymno CRETAN KINGS | 77-75      | Jordan Sibert 24     | Charis Giannopoulos 22 |
| 26.11.2016  | Olympiakos Piräus        | – AEK Athen             | 78-67      | Matt Lojeski 17      | Roko Ukić 14           |
| 28.11.2016  | Panathinaikos SUPERFOODS | – Apollon P. CARNA      | 96-59      | James Feldeine 17    | Giorgos Diamantakos 9  |

| 9. Spieltag |                       |                            |            |                      |                         |
| Datum       | Begegnungen           | Begegnungen                | Ergebnisse | Topscorer Heim       | Topscorer Gast          |
| 03.12.2016  | Rethymno CRETAN KINGS | – Promitheas Patras        | 104-97     | Robert Arnold 21     | Keydren Clark 27        |
| 03.12.2016  | AEK Athen             | – Koroivos                 | 89-75      | Nikola Ivanović 19   | Ken Brown 19            |
| 03.12.2016  | Aris Saloniki         | – Kolossos H-HOTELS        | 84-60      | Tadija Dragićević 21 | Trevor Releford 16      |
| 03.12.2016  | Kymi SEAJETS          | – PAOK Saloniki            | 93-82      | Chavdar Kostov 21    | Linos Chrysikopoulos 20 |
| 03.12.2016  | Apollon P. CARNA      | – Doxa Lefkadas            | 74-65      | Nick Russell 18      | Dimitris Tsaldaris 14   |
| 05.12.2016  | Lavrio – DHI          | – Panathinaikos SUPERFOODS | 60-84      | Brandon Young 11     | Giannis Bourousis 14    |
| 05.12.2016  | Trikala BC ARIES      | – Olympiakos Piräus        | 60-81      | Gilvydas Biruta 12   | Giannis Athinaiou 23    |

| 10. Spieltag |                          |                         |            |                       |                         |
| Datum        | Begegnungen              | Begegnungen             | Ergebnisse | Topscorer Heim        | Topscorer Gast          |
| 10.12.2016   | Koroivos                 | – Trikala BC ARIES      | 87-76      | Toddrick Gotcher 29   | Gilvydas Biruta 20      |
| 10.12.2016   | Aris Saloniki            | – Kymi SEAJETS          | 85-72      | Tadija Dragićević 21  | Stavros Toutziarakis 15 |
| 10.12.2016   | Promitheas Patras        | – PAOK Saloniki         | 73-75      | Miroslav Todić 19     | Darryl Bryant 14        |
| 10.12.2016   | Kolossos H-HOTELS        | – Apollon P. CARNA      | 71-59      | Juvonte Reddic 16     | Dimitris Verginis 22    |
| 10.12.2016   | Doxa Lefkadas            | – Lavrio – DHI          | 63-64      | Justin Robinson 17    | Demarius Bolds 22       |
| 11.12.2016   | Panathinaikos SUPERFOODS | – AEK Athen             | 77-68      | James Feldeine 20     | Roko Ukić 19            |
| 11.12.2016   | Olympiakos Piräus        | – Rethymno CRETAN KINGS | 83-58      | Ioannis Papapetrou 13 | Charis Giannopoulos 16  |

| 11. Spieltag |                       |                            |            |                          |                        |
| Datum        | Begegnungen           | Begegnungen                | Ergebnisse | Topscorer Heim           | Topscorer Gast         |
| 17.12.2016   | Lavrio – DHI          | – Kolossos H-HOTELS        | 65-67      | Kevin Punter 16          | Juvonte Reddic 24      |
| 17.12.2016   | Kymi SEAJETS          | – Promitheas Patras        | 77-66      | Stavros Toutziarakis 17  | Dimitris Gravas 13     |
| 17.12.2016   | AEK Athen             | – Doxa Lefkadas            | 84-60      | Dusan Sakota 16          | Melsahn Basabe 18      |
| 17.12.2016   | Apollon P. CARNA      | – Aris Saloniki            | 64-79      | Anthony Hickey 16        | Tadija Dragićević 17   |
| 17.12.2016   | Rethymno CRETAN KINGS | – Koroivos                 | 101-70     | Antreas Christodoulou 20 | Andreja Milutinović 17 |
| 18.12.2016   | PAOK Saloniki         | – Olympiakos Piräus        | 84-89      | Keith Clanton 18         | Matt Lojeski 28        |
| 18.12.2016   | Trikala BC ARIES      | – Panathinaikos SUPERFOODS | 77-82      | Kelsey Barlow 28         | Mike James 17          |

| 12. Spieltag |                          |                         |            |                        |                        |
| Datum        | Begegnungen              | Begegnungen             | Ergebnisse | Topscorer Heim         | Topscorer Gast         |
| 26.12.2016   | Kolossos H-HOTELS        | – AEK Athen             | 86-73      | Trevor Releford 19     | Dušan Šakota 16        |
| 26.12.2016   | Koroivos                 | – PAOK Saloniki         | 80-82      | Andreja Milutinović 18 | Žanis Peiners 14       |
| 26.12.2016   | Apollon P. CARNA         | – Kymi SEAJETS          | 75-60      | Tyler Kalinoski 19     | Slaven Čupković 11     |
| 26.12.2016   | Aris Saloniki            | – Lavrio – DHI          | 98-77      | Vasilis Kavvadas 20    | Demarius Bolds 15      |
| 26.12.2016   | Doxa Lefkadas            | – Trikala BC ARIES      | 72-80      | Christos Tapoutos 16   | Oleksandr Lypovyy 25   |
| 26.12.2016   | Olympiakos Piräus        | – Promitheas Patras     | 90-63      | Matt Lojeski 13        | Nikos Gikas 15         |
| 26.12.2016   | Panathinaikos SUPERFOODS | – Rethymno CRETAN KINGS | 116-83     | Giannis Bourousis 23   | Michalis Kamperidis 15 |

| 13. Spieltag |                       |                            |            |                      |                     |
| Datum        | Begegnungen           | Begegnungen                | Ergebnisse | Topscorer Heim       | Topscorer Gast      |
| 07.01.2017   | AEK Athen             | – Aris Saloniki            | 81-61      | Michael Dixon 19     | Will Cummings 14    |
| 07.01.2017   | Trikala BC ARIES      | – Kolossos H-HOTELS        | 74-67      | Oleksandr Lypovyy 20 | Trevor Releford 27  |
| 07.01.2017   | Lavrio – DHI          | – Apollon P. CARNA         | 79-65      | Steven Gray 15       | Tyler Kalinoski 13  |
| 07.01.2017   | Rethymno CRETAN KINGS | – Doxa Lefkadas            | 80-86      | Dejan Kravić 18      | Ioannis Psathas 27  |
| 07.01.2017   | Promitheas Patras     | – Koroivos                 | 79-81      | Miroslav Todić 19    | Toddrick Gotcher 23 |
| 08.01.2017   | PAOK Saloniki         | – Panathinaikos SUPERFOODS | 68-72      | Jordan Sibert 18     | Nick Calathes 16    |
| 09.01.2017   | Kymi SEAJETS          | – Olympiakos Piräus        | 72-90      | Jordan Morgan 29     | Matt Lojeski 17     |

| 14. Spieltag |                       |                            |            |                         |                      |
| Datum        | Begegnungen           | Begegnungen                | Ergebnisse | Topscorer Heim          | Topscorer Gast       |
| 21.01.2017   | Rethymno CRETAN KINGS | – Kolossos H-HOTELS        | 77-83      | Gary Talton 17          | Roope Ahonen 17      |
| 21.01.2017   | Trikala BC ARIES      | – Aris Saloniki            | 78-62      | Kelsey Barlow 18        | Tadija Dragićević 16 |
| 21.01.2017   | PAOK Saloniki         | – Doxa Lefkadas            | 84-67      | Žanis Peiners 16        | Justin Robinson 15   |
| 21.01.2017   | Kymi SEAJETS          | – Lavrio – DHI             | 81-86      | Stavros Toutziarakis 22 | Kevin Punter 23      |
| 21.01.2017   | Promitheas Patras     | – Panathinaikos SUPERFOODS | 69-72      | Mouhammad Faye 17       | Giannis Bourousis 20 |
| 21.01.2017   | AEK Athen             | – Apollon P. CARNA         | 88-69      | Roko Ukić 18            | Dimitris Verginis 15 |
| 22.01.2017   | Olympiakos Piräus     | – Koroivos                 | 85-62      | Ioannis Papapetrou 16   | Markel Starks 17     |

| 15. Spieltag |                          |                         |            |                     |                           |
| Datum        | Begegnungen              | Begegnungen             | Ergebnisse | Topscorer Heim      | Topscorer Gast            |
| 28.01.2017   | Aris Saloniki            | – Rethymno CRETAN KINGS | 98-50      | Vasilis Kavvadas 18 | Robert Arnold 11          |
| 28.01.2017   | Kolossos H-HOTELS        | – PAOK Saloniki         | 73-68      | Langston Hall 28    | Žanis Peiners 12          |
| 28.01.2017   | Lavrio – DHI             | – AEK Athen             | 84-87      | Kevin Punter 28     | Giannoulis Larentzakis 19 |
| 28.01.2017   | Doxa Lefkadas            | – Promitheas Patras     | 73-79      | David Doblas 18     | Miroslav Todić 20         |
| 28.01.2017   | Apollon P. CARNA         | – Trikala BC ARIES      | 68-73      | Anthony Hickey 16   | Sotiris Manolopoulos 15   |
| 28.01.2017   | Koroivos                 | – Kymi SEAJETS          | 94-64      | Kenny Hall 25       | Stavros Toutziarakis 17   |
| 30.01.2017   | Panathinaikos SUPERFOODS | – Olympiakos Piräus     | 72-59      | K. C. Rivers 26     | Giorgos Printezis 14      |

| 16. Spieltag |                       |                            |            |                        |                       |
| Datum        | Begegnungen           | Begegnungen                | Ergebnisse | Topscorer Heim         | Topscorer Gast        |
| 04.02.2017   | Rethymno CRETAN KINGS | – Apollon P. CARNA         | 71-56      | Toarlyn Fitzpatrick 21 | Anthony Hickey 12     |
| 04.02.2017   | Trikala BC ARIES      | – Lavrio – DHI             | 75-78      | Gilvydas Biruta 16     | Sean Evans 25         |
| 04.02.2017   | AEK Athen             | – Kymi SEAJETS             | 71-65      | Dušan Šakota 20        | Dimitris Stamatis 18  |
| 04.02.2017   | Promitheas Patras     | – Kolossos H-HOTELS        | 78-68      | Jerel Blassingame 21   | Kostas Papadakis 17   |
| 04.02.2017   | PAOK Saloniki         | – Aris Saloniki            | 62-58      | Vangelis Margaritis 15 | Michael J. Jenkins 12 |
| 05.02.2017   | Olympiakos Piräus     | – Doxa Lefkadas            | 84-60      | Matt Lojeski 17        | Alex Harris 12        |
| 06.02.2017   | Koroivos              | – Panathinaikos SUPERFOODS | 55-76      | Devonta Pollard 13     | Alessandro Gentile 12 |

| 17. Spieltag |                   |                            |            |                          |                        |
| Datum        | Begegnungen       | Begegnungen                | Ergebnisse | Topscorer Heim           | Topscorer Gast         |
| 11.02.2017   | Doxa Lefkadas     | – Koroivos                 | 65-69      | Shannon Scott 14         | Andreja Milutinović 19 |
| 11.02.2017   | Aris Saloniki     | – Promitheas Patras        | 80-64      | Will Cummings 16         | Jerel Blassingame 15   |
| 11.02.2017   | Apollon P. CARNA  | – PAOK Saloniki            | 88-79      | Steven Burtt 20          | Thaddus McFadden 17    |
| 11.02.2017   | AEK Athen         | – Trikala BC ARIES         | 87-82      | Dusan Sakota 25          | Kelsey Barlow 18       |
| 11.02.2017   | Lavrio – DHI      | – Rethymno CRETAN KINGS    | 73-62      | Dimitris Kaklamanakis 17 | Robert Arnold 15       |
| 12.02.2017   | Kymi SEAJETS      | – Panathinaikos SUPERFOODS | 54-77      | Stavros Toutziarakis 11  | Giannis Bourousis 13   |
| 13.02.2017   | Kolossos H-HOTELS | – Olympiakos Piräus        | 59-70      | Langston Hall 13         | Kostas Papanikolaou 13 |

| 18. Spieltag |                          |                     |            |                        |                      |
| Datum        | Begegnungen              | Begegnungen         | Ergebnisse | Topscorer Heim         | Topscorer Gast       |
| 15.02.2017   | Rethymno CRETAN KINGS    | – AEK Athen         | 72-65      | Toarlyn Fitzpatrick 24 | Michael Dixon 16     |
| 15.02.2017   | PAOK Saloniki            | – Lavrio – DHI      | 85-80      | Jordan Sibert 21       | Steven Gray 17       |
| 15.02.2017   | Promitheas Patras        | – Apollon P. CARNA  | 65-58      | Mouhammad Faye 16      | Steven Burtt 17      |
| 15.02.2017   | Olympiakos Piräus        | – Aris Saloniki     | 69-55      | Erick Green 14         | Vasilis Kavvadas 13  |
| 15.02.2017   | Trikala BC ARIES         | – Kymi SEAJETS      | 76-58      | Kelsey Barlow 14       | Dimitris Stamatis 12 |
| 15.02.2017   | Panathinaikos SUPERFOODS | – Doxa Lefkadas     | 90-61      | Kenny Gabriel 17       | Justin Robinson 14   |
| 16.02.2017   | Koroivos                 | – Kolossos H-HOTELS | 66-86      | Markel Starks 27       | Juvonte Reddic 21    |

| 19. Spieltag |                   |                            |            |                          |                       |
| Datum        | Begegnungen       | Begegnungen                | Ergebnisse | Topscorer Heim           | Topscorer Gast        |
| 25.02.2017   | Trikala BC ARIES  | – Rethymno CRETAN KINGS    | 76-67      | Kelsey Barlow 21         | Robert Arnold 17      |
| 25.02.2017   | Lavrio – DHI      | – Promitheas Patras        | 74-77      | Demarius Bolds 13        | McKenzie Moore 20     |
| 25.02.2017   | Kymi SEAJETS      | – Doxa Lefkadas            | 97-65      | Chavdar Kostov 18        | Ivan Maraš 12         |
| 25.02.2017   | Aris Saloniki     | – Koroivos                 | 100-79     | Vladimiros Giankovits 21 | Markel Starks 21      |
| 25.02.2017   | AEK Athen         | – PAOK Saloniki            | 77-71      | Roko Ukić 17             | Keith Clanton 17      |
| 27.02.2017   | Kolossos H-HOTELS | – Panathinaikos SUPERFOODS | 73-82      | Juvonte Reddic 14        | Mike James 19         |
| 27.02.2017   | Apollon P. CARNA  | – Olympiakos Piräus        | 70-87      | Anthony Hickey 14        | Ioannis Papapetrou 15 |

| 20. Spieltag |                          |                     |            |                       |                          |
| Datum        | Begegnungen              | Begegnungen         | Ergebnisse | Topscorer Heim        | Topscorer Gast           |
| 04.03.2017   | Promitheas Patras        | – AEK Athen         | 67-86      | Miroslav Todić 15     | Kostas Vasileiadis 17    |
| 04.03.2017   | Doxa Lefkadas            | – Kolossos H-HOTELS | 61-62      | Alex Harris 15        | Trevor Releford 21       |
| 04.03.2017   | Koroivos                 | – Apollon P. CARNA  | 71-67      | Toddrick Gotcher 26   | Steven Burtt 22          |
| 04.03.2017   | PAOK Saloniki            | – Trikala BC ARIES  | 97-86      | Keith Clanton 20      | Kelsey Barlow 25         |
| 04.03.2017   | Rethymno CRETAN KINGS    | – Kymi SEAJETS      | 84-73      | Robert Arnold 19      | Stavros Toutziarakis 19  |
| 05.03.2017   | Olympiakos Piräus        | – Lavrio – DHI      | 84-52      | Vangelis Mantzaris 12 | Steven Gray 12           |
| 05.03.2017   | Panathinaikos SUPERFOODS | – Aris Saloniki     | 70-54      | Mike James 19         | Vladimiros Giankovits 13 |

| 21. Spieltag |                       |                            |            |                     |                    |
| Datum        | Begegnungen           | Begegnungen                | Ergebnisse | Topscorer Heim      | Topscorer Gast     |
| 11.03.2017   | Lavrio – DHI          | – Koroivos                 | 93-63      | Kevin Punter 15     | Markel Starks 18   |
| 11.03.2017   | Kymi SEAJETS          | – Kolossos H-HOTELS        | 74-64      | Jason Cadee 23      | Trevor Releford 18 |
| 11.03.2017   | Trikala BC ARIES      | – Promitheas Patras        | 62-67      | Gilvydas Biruta 11  | Lucky Jones 15     |
| 11.03.2017   | Aris Saloniki         | – Doxa Lefkadas            | 78-70      | Vasilis Kavvadas 20 | Alex Harris 17     |
| 11.03.2017   | Rethymno CRETAN KINGS | – PAOK Saloniki            | 73-70      | Gary Talton 16      | Nathan Sobey 14    |
| 12.03.2017   | Apollon P. CARNA      | – Panathinaikos SUPERFOODS | 74-97      | Steven Burtt 20     | Mike James 17      |
| 13.03.2017   | AEK Athen             | – Olympiakos Piräus        | 63-70      | Michael Dixon 14    | Matt Lojeski 17    |

| 22. Spieltag |                          |                         |            |                       |                      |
| Datum        | Begegnungen              | Begegnungen             | Ergebnisse | Topscorer Heim        | Topscorer Gast       |
| 18.03.2017   | Promitheas Patras        | – Rethymno CRETAN KINGS | 80-84      | McKenzie Moore 18     | Walter Lemon Jr. 23  |
| 18.03.2017   | Koroivos                 | – AEK Athen             | 63-89      | Toddrick Gotcher 20   | Dusan Sakota 18      |
| 18.03.2017   | Kolossos H-HOTELS        | – Aris Saloniki         | 85-84      | Roope Ahonen 14       | Will Cummings 24     |
| 18.03.2017   | PAOK Saloniki            | – Kymi SEAJETS          | 88-71      | Nathan Sobey 25       | Chavdar Kostov 14    |
| 18.03.2017   | Doxa Lefkadas            | – Apollon P. CARNA      | 75-70      | Alex Harris 21        | Anthony Hickey 17    |
| 18.03.2017   | Panathinaikos SUPERFOODS | – Lavrio – DHI          | 85-64      | Giannis Bourousis 20  | Kevin Punter 12      |
| 19.03.2017   | Olympiakos Piräus        | – Trikala BC ARIES      | 79-61      | Dimitris Agravanis 14 | Oleksandr Lypovyy 13 |

| 23. Spieltag |                       |                            |            |                          |                    |
| Datum        | Begegnungen           | Begegnungen                | Ergebnisse | Topscorer Heim           | Topscorer Gast     |
| 25.03.2017   | Trikala BC ARIES      | – Koroivos                 | 72-55      | Sotiris Manolopoulos 18  | Devonta Pollard 16 |
| 25.03.2017   | Kymi SEAJETS          | – Aris Saloniki            | 77-80      | Slaven Čupković 14       | Will Cummings 17   |
| 25.03.2017   | PAOK Saloniki         | – Promitheas Patras        | 78-75      | Thaddus McFadden 18      | Lucky Jones 13     |
| 25.03.2017   | Apollon P. CARNA      | – Kolossos H-HOTELS        | 83-67      | Steven Burtt 24          | Langston Hall 18   |
| 25.03.2017   | Lavrio – DHI          | – Doxa Lefkadas            | 80-60      | Steven Gray 15           | Ivan Maraš 12      |
| 26.03.2017   | AEK Athen             | – Panathinaikos SUPERFOODS | 87-106     | Loukas Mavrokefalidis 19 | Chris Singleton 22 |
| 27.03.2017   | Rethymno CRETAN KINGS | – Olympiakos Piräus        | 63-70      | Walter Lemon Jr. 18      | Khem Birch 15      |

| 24. Spieltag |                          |                         |            |                        |                          |
| Datum        | Begegnungen              | Begegnungen             | Ergebnisse | Topscorer Heim         | Topscorer Gast           |
| 01.04.2017   | Kolossos H-HOTELS        | – Lavrio – DHI          | 63-79      | Langston Hall 13       | Steven Gray 20           |
| 01.04.2017   | Promitheas Patras        | – Kymi SEAJETS          | 81-57      | Nikos Gikas 20         | Alexandros Sigkounas 15  |
| 01.04.2017   | Doxa Lefkadas            | – AEK Athen             | 64-68      | Ivan Maraš 23          | Loukas Mavrokefalidis 21 |
| 01.04.2017   | Aris Saloniki            | – Apollon P. CARNA      | 79-70      | Justin Jackson 15      | Steven Burtt 21          |
| 01.04.2017   | Koroivos                 | – Rethymno CRETAN KINGS | 67-78      | Eric McClellan 18      | Gary Talton 15           |
| 02.04.2017   | Olympiakos Piräus        | – PAOK Saloniki         | 84-59      | Kostas Papanikolaou 14 | Ivan Aska 14             |
| 03.04.2017   | Panathinaikos SUPERFOODS | – Trikala BC ARIES      | 93-63      | Kenny Gabriel 22       | Kelsey Barlow 15         |

| 25. Spieltag |                       |                            |            |                        |                        |
| Datum        | Begegnungen           | Begegnungen                | Ergebnisse | Topscorer Heim         | Topscorer Gast         |
| 08.04.2017   | AEK Athen             | – Kolossos H-HOTELS        | 82-81      | Dusan Sakota 21        | Langston Hall 18       |
| 08.04.2017   | PAOK Saloniki         | – Koroivos                 | 75-66      | Nathan Sobey 15        | Eric McClellan 19      |
| 08.04.2017   | Kymi SEAJETS          | – Apollon P. CARNA         | 76-70      | Daniel Orton 18        | Anthony Hickey 23      |
| 08.04.2017   | Lavrio – DHI          | – Aris Saloniki            | 75-70      | Demarius Bolds 22      | Will Cummings 25       |
| 08.04.2017   | Trikala BC ARIES      | – Doxa Lefkadas            | 74-68      | Angelos Tsagarakis 15  | Ivan Maraš 25          |
| 10.04.2017   | Promitheas Patras     | – Olympiakos Piräus        | 53-72      | Lucky Jones 13         | Kostas Papanikolaou 14 |
| 10.04.2017   | Rethymno CRETAN KINGS | – Panathinaikos SUPERFOODS | 74-101     | Toarlyn Fitzpatrick 14 | Giannis Bourousis 19   |

| 26. Spieltag |                          |                         |            |                        |                         |
| Datum        | Begegnungen              | Begegnungen             | Ergebnisse | Topscorer Heim         | Topscorer Gast          |
| 13.04.2017   | Aris Saloniki            | – AEK Athen             | 81-77      | Will Cummings 24       | Donnie McGrath 17       |
| 13.04.2017   | Kolossos H-HOTELS        | – Trikala BC ARIES      | 73-53      | Christos Saloustros 15 | Kelsey Barlow 13        |
| 13.04.2017   | Apollon P. CARNA         | – Lavrio – DHI          | 72-61      | Steven Burtt 27        | Ashley Hamilton 12      |
| 13.04.2017   | Doxa Lefkadas            | – Rethymno CRETAN KINGS | 67-80      | Ivan Maraš 16          | Gary Talton 19          |
| 13.04.2017   | Koroivos                 | – Promitheas Patras     | 66-62      | Markel Starks 14       | Lucky Jones 16          |
| 13.04.2017   | Panathinaikos SUPERFOODS | – PAOK Saloniki         | 102-58     | Mike James 20          | Antonis Koniaris 12     |
| 13.04.2017   | Olympiakos Piräus        | – Kymi SEAJETS          | 93-45      | Patric Young 16        | Stavros Toutziarakis 11 |

### Bestwerte
| Punkte | Spieler             | Verein                |     | Assists           | Spieler               | Verein |                      | Steals            | Spieler | Verein              |                       | Blocks | Spieler                 | Verein                   |  | Rebounds | Spieler | Verein |
| 367    | Will Cummings       | Aris Saloniki         | 145 | Nick Calathes     | Panathinaikos Athen   | 52     | Shannon Scott        | Doxa Lefkadas     | 29      | Keith Clanton       | PAOK Saloniki         | 240    | Keith Clanton           | PAOK Saloniki            |  |          |         |        |
| 363    | Kelsey Barlow       | Trikala BC Aries      | 106 | Shannon Scott     | Doxa Lefkadas         | 47     | Anthony Hickey       | Apollon Patras    | 26      | Khem Birch          | Olympiakos Piräus     | 173    | Toarlyn Fitzpatrick     | Rethymno Cretan Kings    |  |          |         |        |
| 335    | Toddrick Gotcher    | Koroivos              | 105 | Gary Talton       | Rethymno Cretan Kings | 44     | Vasilis Xanthopoulos | Aris Saloniki     | 24      | Juvonte Reddic      | Kolossos H-Hotels     | 158    | Chris Singleton         | Panathinaikos SUPERFOODS |  |          |         |        |
| 328    | Toarlyn Fitzpatrick | Rethymno Cretan Kings | 99  | Langston Hall     | Kolossos H-Hotels     | 41     | Toddrick Gotcher     | Koroivos          | 24      | Nikola Milutinov    | Olympiakos Piräus     | 153    | Panagiotis Vasilopoulos | Kolossos H-Hotels        |  |          |         |        |
| 322    | Robert Arnold       | Rethymno Cretan Kings | 98  | Vasilis Spanoulis | Olympiakos Piräus     | 40     | Trevor Releford      | Kolossos H-Hotels | 24      | Toarlyn Fitzpatrick | Rethymno Cretan Kings | 150    | Toddrick Gotcher        | Koroivos                 |  |          |         |        |

## Playoffs

### Ergebnisse
| Erste Runde | Erste Runde           | Erste Runde |  |  | Zweite Runde | Zweite Runde          | Zweite Runde |   |                          | Halbfinale | Halbfinale    | Halbfinale |   |                   | Finale | Finale                   | Finale |
|             |                       |             |  |  |              |                       |              |   |                          |            |               |            |   |                   |        |                          |        |
| 5           | PAOK Saloniki         | 2           |  |  |              |                       |              |   |                          |            |               |            |   |                   |        |                          |        |
| 8           | Lavrio – DHI          | 0           |  |  | 4            | Aris Saloniki         | 2            |   |                          |            |               |            |   |                   |        |                          |        |
|             |                       |             |  |  | 5            | PAOK Saloniki         | 0            |   |                          |            |               |            |   |                   |        |                          |        |
|             |                       |             |  |  |              |                       |              | 1 | Olympiakos Piräus        | 3          |               |            |   |                   |        |                          |        |
|             |                       |             |  |  |              |                       |              |   |                          | 4          | Aris Saloniki | 0          |   |                   |        |                          |        |
|             |                       |             |  |  |              |                       |              |   |                          |            |               |            |   |                   |        |                          |        |
|             |                       |             |  |  |              |                       |              |   |                          |            |               |            |   |                   |        |                          |        |
|             |                       |             |  |  |              |                       |              |   |                          |            |               |            | 1 | Olympiakos Piräus | 2      |                          |        |
|             |                       |             |  |  |              |                       |              |   |                          |            |               |            |   |                   | 2      | Panathinaikos SUPERFOODS | 3      |
|             |                       |             |  |  |              |                       |              |   |                          |            |               |            |   |                   |        |                          |        |
|             |                       |             |  |  |              |                       |              |   |                          |            |               |            |   |                   |        |                          |        |
|             |                       |             |  |  |              |                       |              | 2 | Panathinaikos SUPERFOODS | 3          |               |            |   |                   |        |                          |        |
|             |                       |             |  |  |              |                       |              |   |                          | 3          | AEK Athen     | 1          |   |                   |        |                          |        |
|             |                       |             |  |  | 3            | AEK Athen             | 2            |   |                          |            |               |            |   |                   |        |                          |        |
| 6           | Rethymno Cretan Kings | 2           |  |  | 6            | Rethymno Cretan Kings | 0            |   |                          |            |               |            |   |                   |        |                          |        |
| 7           | Kolossos H-HOTELS     | 1           |  |  |              |                       |              |   |                          |            |               |            |   |                   |        |                          |        |

### Übersicht
| Ergebnisse          |                          |   |                          |         |         |         |         |         |
| Erste Runde         |                          |   |                          |         |         |         |         |         |
| #                   | Team 1                   | # | Team 2                   | Spiel 1 | Spiel 2 | Spiel 3 | Spiel 4 | Spiel 5 |
| 5                   | PAOK Saloniki            | 8 | Lavrio – DHI             | 82:65   | 78:68   | ––      | ––      | ––      |
| 6                   | Rethymno Cretan Kings    | 7 | Kolossos H-HOTELS        | 84:71   | 73:78   | 69:55   | ––      | ––      |
| Zweite Runde        |                          |   |                          |         |         |         |         |         |
| 4                   | Aris Saloniki            | 5 | PAOK Saloniki            | 69:65   | 84:75   | ––      | ––      | ––      |
| 3                   | AEK Athen                | 6 | Rethymno Cretan Kings    | 90:78   | 81:70   | ––      | ––      | ––      |
| Halbfinale          |                          |   |                          |         |         |         |         |         |
| 1                   | Olympiakos Piräus        | 4 | Aris Saloniki            | 84:54   | 84:77   | 79:65   | ––      | ––      |
| 2                   | Panathinaikos SUPERFOODS | 3 | AEK Athen                | 80:70   | 70:71   | 81:72   | 105:67  | ––      |
| Spiel um Platz drei |                          |   |                          |         |         |         |         |         |
| 3                   | AEK Athen                | 4 | Aris Saloniki            | 90:74   | 91:85   | 71:60   | ––      | ––      |
| Finale              |                          |   |                          |         |         |         |         |         |
| 1                   | Olympiakos Piräus        | 2 | Panathinaikos SUPERFOODS | 63:58   | 80:84   | 64:62   | 58:71   | 51:66   |

## Meistermannschaft
In Klammern die Spieleinsätze zur Saison in der Basket League. In der Hauptrunde wurden 26 Spiele gespielt. In den Playoffs folgten für Panathinaikos weitere neun.
| Pos. | Starter                | Bank                     | Bank                      | Reserve                  |
| ---- | ---------------------- | ------------------------ | ------------------------- | ------------------------ |
| C    | Giannis Bourousis (35) | Chris Singleton (34)     | Konstantinos Gontikas (3) |                          |
| PF   | James Gist (20)        | Kenny Gabriel (21)       | Antonis Fotsis (32)       |                          |
| SF   | K. C. Rivers (32)      | V. Charalambopoulos (31) |                           |                          |
| SG   | James Feldeine (34)    | Nikos Pappas (34)        | Michalis Lountzis (4)     | Georgios Kalaitzakis (0) |
| PG   | Nick Calathes (35)     | Mike James (24)          | Lefteris Bochoridis (23)  |                          |

## Saisonale Auszeichnung
| Most Valuable Player (Wertvollster Spieler) - Nick Calathes (Panathinaikos Athen) Best Defensive Player (Bester Defensivspieler) - Nick Calathes (Panathinaikos Athen) Most Improved Player (Am stärksten verbesserter Spieler) - Nikola Milutinov (Olympiakos Piräus) Most Popular Player (Beliebtester Spieler) - Vasilis Spanoulis (Olympiakos Piräus) Most Spectacular Player (Spektakulärster Spieler) - Mike James (Panathinaikos Athen) | Best Young Player (Wertvollster Jugendspieler) - Antonis Koniaris (PAOK Saloniki) Coach of the Year (Trainer des Jahres) - Xavier Pascual (Panathinaikos Athen) Best Five Team (Beste Fünf der Saison) - G Nick Calathes (Panathinaikos Athen) - G Vasilis Spanoulis (Olympiakos Piräus) - C Chris Singleton (Panathinaikos Athen) - F Kostas Papanikolaou (Olympiakos Piräus) - F Giorgos Printezis (Olympiakos Piräus) |